# 村上めぐみ
村上 めぐみ（むらかみ めぐみ、女性、1985年9月14日 - ）は、日本のビーチバレー選手。立飛ホールディングス所属。

## 来歴
福井県鯖江市出身。福井県立福井商業高等学校、大阪国際大学卒業。もともと体育教師志望であったが、「幅を広げるため」に友人であった金田洋世に誘われて上越マリンブリーズのテストを受け入団した。ビーチバレーの経験はなかったが、2008年シーズンからプレーを始め著しい上達をみせた。
2009年10月の国体本戦で金田とペアを組み優勝した。
2011年シーズンには再び金田とペアを組み、JBVツアー第1戦東京大会で優勝、同年8月のビーチバレージャパンで準優勝を果たす。
2012年シーズンは、JBVツアー第7戦川崎市長杯で優勝し、ツアーポイントランキング（ペア）4位となった。
金田の引退をうけて、2013年シーズンは藤井桜子とペアを組んだ。JBVツアー第5戦川崎市長杯ではベテラン浦田景子とペアを組み、準優勝を果たした。
2016年3月にシドニーで開催されたビーチバレーアジア選手権で、石井美樹とペアを組んで出場し銅メダルに輝いた。
2017年10月に大阪で開催されたAVCビーチバレーボールアジアツアーグランフロント大阪大会において、銅メダルを獲得した。
2019年4月、アジアツアー・タイ大会で準優勝。ベトナム大会で優勝。日本スポーツ賞競技団体別最優秀賞を受賞。
2020年11月、マイナビジャパンツアー2020で優勝。
2020年東京オリンピックにも石井とペアを組んで出場したが決勝トーナメント進出決定戦で敗退した。
2022年、立飛ホールディングス所属となり、藤井桜子とペアを組む。

## 参考
- 女子選手名鑑 - JBVツアー選手
- Beach Volleyball Photobook『Diamond 2009-2012 時代を築いてきた者たち』 ビーチバレースタイル刊行、2012年6月1日発行